# Fodor János (református lelkész)
Nánási Fodor János (Szerencs, 1693 – 1754 után) református lelkész, tanár, egyházi író.

## Élete
Fodor Gáspár katonatiszt unokája, Fodor János fia volt. Apja Ónodról települt át Szerencsre. 1710-ben a debreceni kollegiumba ment tanulni; azután Szentesre tanítónak; 1713-ban ismét visszatért a kollégiumba; egy év mulva rektornak választották Hajdúböszörménybe; két év mulva hajdúhadházi jegyző lett; azonban a 3 évet nem tölthette ott ki, mert a város elpusztult. Tiszaeszlárra ment jegyzőnek (1716–1721); ezután Csobajon volt tanító s készült a papi pályára. 1723-ban Tiszaladányba, 1727-ben Büdperegibartra, 1731-ben Lupta faluba rendelték belső szolgálatra lelkésznek; 1734-ben téglási prédikátor lett; 1738-ban Monostorpályiba ment papnak; egy évig hivatal nélkül nyomorgott Hajdúböszörményben; 1743-ban Tótiba az érmelléki területre helyezték be; az ötödik évet mint eretnek büntetésben töltötte el Vértesen; 1748-ban Kójba küldték; 1754. májustól eretneksége miatt ismét fogságban volt.
„Ma, immár id est 14. augusti 14 hete, mióta detentióban vagyok; hol sirok, hol mosolygok, hol félek, hol reméllek, dudolgatom Balassábul: Itt vágj, itt égess, itt üss, itt mess, itt ösztönözz.”
Ezzel végzi terjedelmes önéletrajzát, melyet Hoffer Endre az eredetiből közöl a Magyar Protestáns egyházi és iskolai Figyelmezőben (Debrecen, 1877.)